# San Pierre

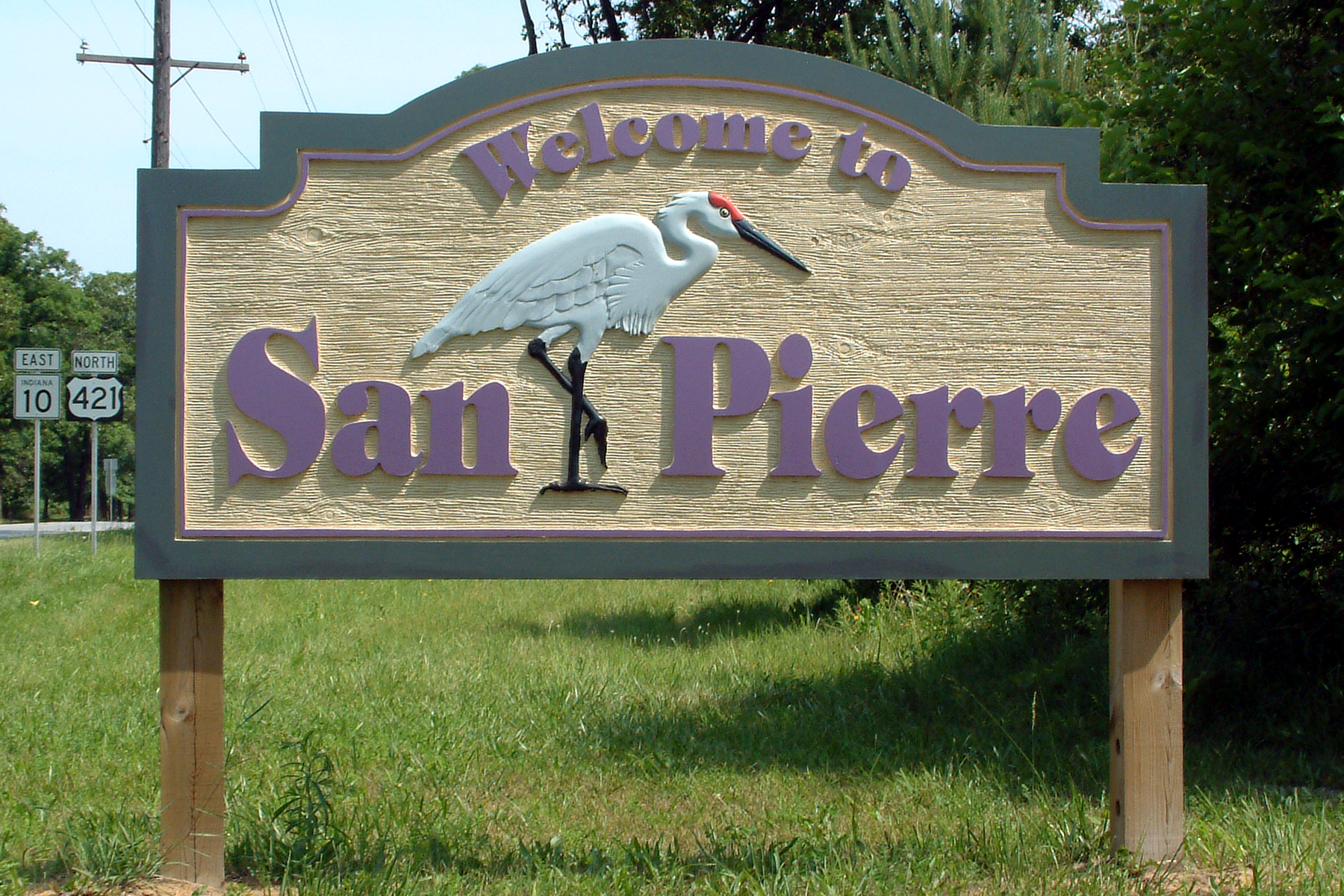

San Pierre – miejscowość (Census-designated place) w hrabstwie Starke, Indiana, Stany Zjednoczone. W roku 2000 w ten jednostce osadniczej żyło 156 osób. Założony w 1854, San Pierre nazywano wtedy Culvertown, współczesną nazwę wziął od poczty Pierre.